# 放送禁止事項
放送禁止事項（ほうそうきんしじこう）
この項では、戦前期の日本のラジオ放送における、複数の行政規則の形で実施された公権力による検閲について説明する。

## 沿革
放送禁止事項を定めた規則の制定は、法律の形でなく、通達や告示の形で行われたため、所管官庁の逓信省による改定や運用の恣意が容易であり、政府は放送局に対し大きな裁量を持つこととなった。

### 放送無線電話私設許可命令書
ラジオ放送開始当初の3つの社団法人にそれぞれ与えられた放送無線電話私設許可命令書（ほうそうむせんでんわしせつきょかめいれいしょ）では、「プログラム（＝放送番組）」の内容を放送前日までに所管の地方逓信局長に届け出ることが定められた。また、各地方逓信局の監督課が放送を逐一聴取し、内容に問題があった場合は電話で放送局に中止を命じることができる、との申し合わせがなされた。

### 放送無線電話ノ放送取締事項ニ関スル件
日本初のラジオ放送開始から2か月後の1925年5月22日、無線電信法に基づく逓信省電務局長通達として放送無線電話ノ放送取締事項ニ関スル件（ほうそうむせんでんわのほうそうとりしまりじこうにかんするけん）が発出された。これは新聞紙法・出版法を基準に定められた、放送の内容に関する禁止事項の規定であった。上記命令書で定められた放送中止の基準が、放送事業の開始後に具体的に規定される流れとなった。
同通達では、以下の事項について放送を行なうことが禁止された。
- 安寧秩序を害し、風俗を乱すもの。
- 外交または軍事機密に関するもの。
- 官公庁の秘密、議会の秘密会の議事。
- 治安、風俗上悪影響をおよぼすもの。
- 上記のほか、逓信局長が放送を禁止した事項。

同年12月18日に追加指示が出され、以下の事項が定められた。
- 極端な主義を持つもの、過激思想を抱くもの、発言の不正なものは放送を禁止する。
  - 政治に関する講演や意見放送は特に禁止する。
- 放送中止命令が出された場合、ただちに電源を遮断する。

1934年9月14日には外地における放送においても内地と同じ基準を適用する方針が定められた。これは翌6月19日に通達が出され、7月1日から実施された。また、同年には、各放送局に理事を置く支部制が廃止され、番組制作の中央集権化が進んだ。

### 放送用私設無線電話監督事務処理細則（改正）
上記と前後する1930年2月13日には、逓信省令放送用私設無線電話監督事務処理細則（ほうそうようしせつむせんでんわかんとくじむしょりさいそく）が改正され、以下の規定が新設された。以下のとおり、上記の禁止事項を補強するものであった。
- 「プログラム」内容の全体または梗概を、少なくとも放送前日までに逓信省に届け出ること。
- 逓信省で以下の内容が確認された場合、ただちに削除または修正を行うこと。
  - 皇室・神宮・皇陵の尊厳を冒涜するもの。
  - 公共の安定を妨害し、風俗を壊乱するもの。
  - 外交・軍事機密に触れるもの。
  - 官公署の秘密に触れるもの。
  - 秘密会で行われた議事。
  - 検察が差し止めた捜査事項。
  - 犯罪を扇動したり、不当にかばったりするような事項。
  - 個人の名誉を毀損する事項。
  - 政治的な講演や議論。
  - 広告および宣伝。
  - 風紀上悪影響をおよぼすもの。
  - 人心にいちぢるしい衝動を与える事項。
  - 省庁から放送を禁止する依頼のあった事項。
  - 米穀の収穫予想や、銀行の倒産など、経済・財界に重大な影響があると認められる事項。

なおこののち、1937年に盧溝橋事件が勃発した際には、陸軍省・海軍省・内務省が「反戦的な記事」を報道しないようNHKおよび新聞・通信各社に通達している。この「報道差止事項」は日中戦争の激化にともなって具体化・増加した。

### 放送用私設無線電話規則（改正）
1939年8月に放送用私設無線電話規則（ほうそうようしせつむせんでんわきそく）が改正され、有事の際に「公益ニ関スル事項」の放送を逓信大臣が命令できるよう定める条文が加えられた。そして、1940年以降、逓信省地方逓信局に置かれていた放送の監督に関する企画立案の機能が情報局に移り、検閲基準の策定や、番組内容自体の指導などを情報局が担うようになった。
情報局の内部資料「放送事項取締彙報 第八号」（1943年4月発行）によって判明している1943年1月の検閲事例24件・2月の29件のうち、検閲された割合が高かったのは報道番組で、22例にのぼっている。同資料では、上記までの禁止事項に必ずしも合致しない、戦意高揚に資さないとか、厭戦的といった理由での検閲が行われていたことが判明している。

## 実務
放送内容の事前検閲は、各地方逓信局の監督課に所属する検閲担当官が担った。
放送内容のチェックのため、各地方逓信局の監督課に所属するラジオ監督官が専用の「監督室」にこもり、放送を常時聴取し続けていた。各放送局あたり2人程度のラジオ監督官がチェックを担当していた。
スポーツ中継などの生中継放送の場合、放送席に監督官が臨席した。
放送の遮断は、監督官からの電話連絡を受けた放送局側が専用の「遮断器」によって行っていた。監督官と放送局の担当者が電話で話し込んでいる間に番組が終了することが多く、実施は不徹底だった。また、ネットワークの整備後は、キー局で遮断されてもローカル局側では放送が続行されるといった地方による対応の差異がみられた。

## 規制の具体例
ニュースの事前検閲
- 本項における検閲制度が運用されていた当時、各放送局のニュースは、独自取材ではなく、提携する通信社や新聞社による配信だった（これは日本におけるラジオ放送開設に際し、通信社や新聞社による実験放送や開設請願が行われたことが大きく影響していた）。1930年時点での東京中央放送局の報道体勢を例に取れば、放送前に配信各社から放送局に届いたニュース原稿を元に、局員がアナウンス原稿に適宜書き換えて、バイク便で東京逓信局に届け、検閲担当官のチェックを受け（官庁に関するものについては、ここで電話等での問い合わせが行われる）、許可を受けたアナウンス原稿だけが、放送を許された。係官のいない深夜帯などでは、ニュースを放送できないこともあったという。
  - 例として、熊本放送局で1935年7月9日に放送された、門司鉄道管理局が割引乗車券を販売開始したというニュースにおいて、「広告・宣伝」にあたると判断された具体的な値引き額の部分が事前削除されている。
  - やがて放送局の組織運営をめぐって、逓信省と通信社・新聞社は緊張状態に陥り、1926年8月18日に、東名阪3局の統合に関するニュース（東京放送局の理事会が政府の統合方針に反対する声明を発表した）の放送を差し止めた逓信局が、報道各社の反論に遭い、差し止めを撤回し、臨時ニュースとしての放送を許可している。

言葉に関する規制
- 1930年頃、邦楽の歌詞に関する解説でアナウンサーが「床しき（ゆかしき）」を「とこしき」と読み、ラジオ監督官が「風教上いかがわしい」と叱責した。
- 時期は定かでないが、アナウンサーの和田信賢が野球実況中継の際、外野の深いところへ転がった打球を伝えるために「球はてんてん外野の塀、キャラメルのキの字にあたってはねかえっています」と、スタンドに塗装された広告の一部に言及してしまい、「広告および宣伝」と判断した監督官によって、放送が停止された。具体的な商品名まで発言したわけではないため、和田個人は処分を免れたとされる。

フィクションのストーリーに関する規制
- 1924年3月2日、5代目柳亭左楽が東京放送局の試験放送2日目に口演した落語『女のりんき』（「悋気の火の玉』と考えられている）は日本の放送史上初の演芸放送であったが、逓信局から「公序良俗に反する表現がある」とクレームがついた。このほか東京放送局の落語放送では、1933年8月17日に放送されていた『三年目』（演者不明）が「子女教育上、悪影響あり」として放送を停止されている。
- 1932年5月2日に東京放送局で放送されたラジオドラマ『ジャン・バルジャン』の台本上のセリフ「飯が食えなけりゃ俺は泥棒もするし、強盗もするぞ」の部分が「風俗壊乱」として事前削除された。
- 電話交換手の恋愛を題材にしたラジオドラマを企画したところ、「逓信局の役人が業務中に恋愛をするというのは困る」として不許可になった。
- 1943年2月6日10時より東京放送局で放送した児童向けラジオドラマ「ポチノオハナシ」の台本上のセリフ「あゝ、うんとおいしいものが食べたいなア」以下3行について、「犬の話なるも（略）切実可憐にして、延（やが）ては戦争を厭（いと）う心を起こさしむる懸念」のため、事前削除された。

軍事に関する規制
- 1941年から1943年頃、福島放送局のアナウンサーだった藤倉修一は、飛行場でのイベントの実況放送中に、グライダーが目の前で空中分解する事故を起こし、そのまま伝えた。隣席にいた逓信省の監督官が、放送禁止に定められている当局発表以外の航空機事故を報じたとして、放送を遮断。藤倉には自宅謹慎命令が下された。